# Pellenes allegrii
Pellenes allegrii là một loài nhện trong họ Salticidae.
Loài này thuộc chi Pellenes. Pellenes allegrii được Lodovico di Caporiacco miêu tả năm 1935.